# Vicente de la Mata (1944)
Vicente de la Mata (Rosario, 18 luglio 1944 – Rosario, 21 novembre 2024) è stato un calciatore argentino, di ruolo centrocampista.

## Carriera
Con l'Independiente vinse tre titoli argentini, due Libertadores consecutive, ma perse due Coppe Intercontinentali di fila (1964 e 1965), entrambe contro gli italiani dell'Inter.

### Club
Figlio dell'omonimo giocatore degli anni 30 e 40, crebbe nell'Independiente, squadra del padre, e vi rimase fino al 1970 quando emigrò in Messico. Contemporaneamente, vinse 3 campionati e due Libertadores. In Messico vestì varie maglie per poi, dopo una parentesi cilena, ritornare in patria nel 1978 e finire la carriera con il Quilmes.

### Nazionale
Vestì per 6 volte la maglia della nazionale ma fu escluso dalla spedizione ai mondiali del 1966. Successivamente, anche a causa di un grave infortunio, non ebbe più altre opportunità.

## Palmarès

### Competizioni nazionali
- Campionato argentino: 3

Independiente: 1960, 1963, Nacional 1967

### Competizioni internazionali
- Coppa Libertadores: 2

Independiente: 1964, 1965